# René Kühn
René Kühn (* 28. září 1970) je český podnikatel, v letech 2011 až 2023 člen Rady České televize, od června do listopadu 2020 radě předsedal.

## Život
Od roku 1997 je jedním z majitelů ostravské reklamní agentury Ian Derson advertising. Mimo jiné se podílel na kampaních ČSSD v Moravskoslezském kraji.
V červnu 2011 byl zvolen členem Rady České televize, navrhlo jej občanské sdružení Kruh Praha. V lednu 2013 se pak stal místopředsedou rady, o dva roky později už tuto pozici neobhajoval.
V březnu 2017 se rozhodl obhajovat post člena Rady České televize. V prvním kole volby v červnu 2017 sice neuspěl, ale postoupil do kola druhého a v něm porazil Jiřího Závozdu. Členem Rady České televize tak zůstal i po 30. červnu 2017, kdy mu vypršel mandát pro první funkční období. V dubnu 2018 se stal místopředsedou rady. Následně byl dne 24. června 2020 zvolen předsedou rady ČT, získal 11 hlasů z 15 hlasujících. Nicméně dne 18. listopadu 2020 oznámil, že v souvislosti s nesouhlasem s odvoláním dozorčí komise Rady ČT rezignoval na funkci předsedy Rady ČT k 20. listopadu 2020. Mandát člena Rady ČT zastával až do července 2023.